# Purfleet
Purfleet är en ort i Storbritannien.   Den ligger i grevskapet Essex och riksdelen England, i den sydöstra delen av landet, 26 km öster om huvudstaden London. Purfleet ligger 7 meter över havet och antalet invånare är 12 000.
Terrängen runt Purfleet är platt. Runt Purfleet är det mycket tätbefolkat, med 1 135 invånare per kvadratkilometer. Närmaste större samhälle är Bexley, 8,0 km sydväst om Purfleet. Trakten runt Purfleet består till största delen av jordbruksmark.